# Post-bop
Dentro de los subgéneros del jazz, post-bop es una denominación reservada al trabajo de músicos que continuaron explorando los desarrollos del bebop desde la década de 1960 en adelante. Algunos de sus principales referentes son Miles Davis, Charles Mingus, John Coltrane, Wayne Shorter, Alfred McCoy Tyner, Herbie Hancock y Chick Corea. 
El post-bop se caracteriza por incorporar elementos del jazz modal y del jazz de vanguardia dentro de los marcos establecidos en la tradición del bebop y el hard bop, evitando las derivas comerciales del soul jazz, pero también los excesos del free jazz de fines de los años sesenta. Posteriormente, la denominación también fue empleada para distinguir a la tradición del jazz acústico moderno de las diversas fusiones del jazz con el rock, el funk y la música pop. Al sostenerse principalmente en el contraste con otros desarrollos musicales, su caracterización es relativamente imprecisa, lo que no evita que tenga un uso extendido dentro de la comunidad jazzística, siendo considerada por varios autores como la evolución de la "corriente principal del jazz".

## Origen
Se sitúa generalmente el comienzo del post-bop en los trabajos de los modernistas de fines de los años 50' y principios de los 60', principalmente John Coltrane, Miles Davis, Bill Evans, Charles Mingus, Ornette Coleman, George Russell y Max Roach. Sobre esta base varios jóvenes músicos buscaron incorporar elementos del avant-garde, tales como la polirritmia, las escalas modales, la armonía no funcional, el cromatismo, y formas más libres de improvisación. La mayor parte de los músicos de post-bop son también encuadrados en otros géneros, principalmente el hard bop y el avant-garde.

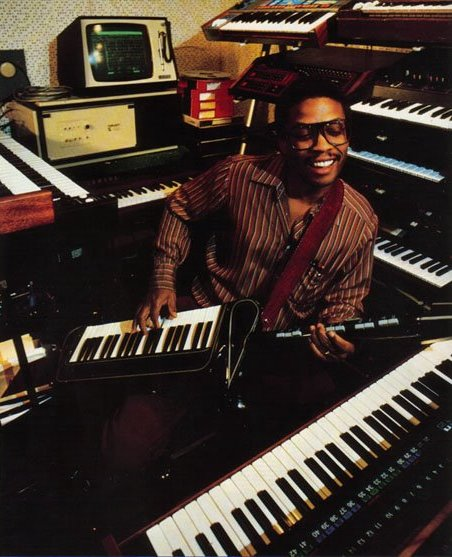
Como miembro del quinteto de Miles, y luego como solista, Herbie Hancock emergió como uno de los líderes de la corriente post-bop.

Las raíces del post-bop se encuentran en gran medida en los principales conjuntos de jazz moderno de la época, de los cuales emergieron algunos de sus exponentes clave. Cabe destacar a los Art Blakey's Jazz Messengers (Lee Morgan, Wayne Shorter, Curtis Fuller, Freddie Hubbard, Cedar Walton), el Miles Davis Quintet (Shorter, Herbie Hancock, Ron Carter y Tony Williams), la banda de Charles Mingus (Jackie McLean, Eric Dolphy y Clifford Jordan), el John Coltrane Quartet (Alfred McCoy Tyner, Elvin Jones y Jimmy Garrison) y el Ornette Coleman Quintet (Don Cherry, Charlie Haden y Billy Higgins).
El sello Blue Note Records de Alfred Lion y Rudy Van Gelder fue esencial en el desarrollo del género, al promover grabaciones de una nómina fija de músicos dispuestos a experimentar dentro del lenguaje bebop, tanto como líderes como acompañantes. La mayor parte de los grandes nombres asociados al post-bop -Wayne Shorter, Freddie Hubbard, Lee Morgan, Herbie Hancock, Grant Green, Joe Henderson, Andrew Hill, Jackie McLean, Bobby Hutcherson, Alfred McCoy Tyner, Larry Young, Blue Mitchell y Tony Williams- desarrollaron su estilo en parte gracias a esta plataforma. 
Los denominados discos fundacionales del post-bop incluyen Speak No Evil de Shorter (Blue Note, 1966); The Real McCoy de McCoy Tyner (Blue Note, 1967); Maiden Voyage de Hancock (Blue Note, 1965); y Search For the New Land de Morgan (Blue Note, 1966).

## Los años 70'
En los años 70', el rock, el funk y el pop desplazaron al jazz hacia los márgenes de la música popular estadounidense. Los grandes sellos como Columbia, Blue Note, Atlantic y CTI Records se volcaron hacia estos géneros en detrimento de todas las formas del jazz acústico. La mayor parte de los exponentes del post-bop respondió a la disyuntiva cultivando el jazz fusión, en algunos casos con notable éxito comercial, siendo este el caso de Herbie Hancock, Miles Davis, Chick Corea, Freddie Hubbard y Wayne Shorter. 

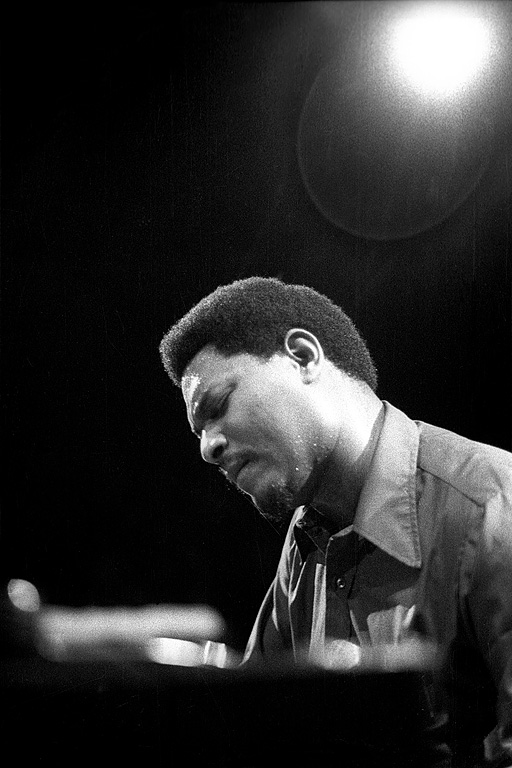
McCoy Tyner en 1973.

Estos años vieron el ocaso y el retiro de viejos músicos, mientras que los pocos que se mostraron reticentes a formar bandas de fusión continuaron con la experimentación en circuitos underground, o en discográficas más modestas como Chiaroscuro, Concord, Galaxy y Muse Records. Entre estos se contaron Joe Henderson, Lee Konitz y McCoy Tyner, logrando este último un modesto éxito con sus grabaciones para Milestone (Sahara, Enlightenment, Atlantis) sin alejarse de las fronteras del post-bop. Art Blakey, por su parte, mantuvo con dificultad a sus Jazz Messengers en la línea del hard bop que siempre lo caracterizó, incorporando a varios de los jóvenes músicos que protagonizarían en años siguientes los nuevos desarrollos del jazz (Woody Shaw, Bobby Watson, Wynton Marsalis, Terence Blanchard, Donald Harrison). Otro refugio para el jazz acústico consistió el continente europeo, donde sellos como Enja, Timeless y SteepleChase continuaron fomentando formas modernas de bebop y hard bop, teniendo como grandes exponentes a los músicos estadounidenses allí radicados, entre los que destacaban Kenny Clarke, Dexter Gordon, Duke Jordan, Kenny Drew, Art Farmer y Johnny Griffin. 
Quizás uno de los principales desarrollos originales de la década provino del sello alemán ECM Records, en un principio orientado al free jazz y luego hacia nuevas formas de fusión, diferentes a las del jazz rock y el jazz funk norteamericanos. Bajo la dirección de Manfred Eicher, ECM catapultó las carreras de jóvenes músicos como Gary Burton, Keith Jarrett, Chick Corea, Pat Metheny, Charlie Haden, Dave Holland y Paul Motian, todos los cuales continuaron acercando el jazz a los desarrollos del avant garde y la música new age, prefigurando un jazz contemporáneo diferente del tradicionalismo bop.
En 1976 se produjo el retorno a los Estados Unidos de Dexter Gordon, un pionero de la época del bebop clásico. Sus conciertos en el Village Vanguard recibieron una amplia cobertura y dieron inicio a un renovado interés por el bebop por parte de las grandes discográficas. El mismo año, Herbie Hancock reunió a sus excompañeros del Segundo Quinteto de Miles Davis (Wayne Shorter, Ron Carter y Tony Williams) para actuar en el Festival de Jazz de Newport, con la adición de Freddie Hubbard en reemplazo del legendario trompetista. El quinteto continuaría realizando giras bajo el nombre V.S.O.P. y grabando discos en los que actualizaron viejo material, al tiempo que introdujeron nuevas composiciones de sus miembros. Estos dos hechos anticiparon la revalorización del bop de los años posteriores. 

## Neo bop
La década de 1970 finalizó con un resurgimiento del bop cuando músicos que habían incurrido en la fusión, como Herbie Hancock, Chick Corea, Freddie Hubbard y Tony Williams, volvieron a a dedicarse al jazz acústico, a veces combinando ambas facetas. Al mismo tiempo, viejas estrellas recibieron una renovada atención y el justo reconocimiento a su trayectoria, siendo casos paradigmáticos los de Dexter Gordon, Stan Getz, Chet Baker, Art Pepper y Joe Henderson. 
La corriente del neo-bop estuvo protagonizada por una generación de jóvenes virtuosos que fueron catalogados por la prensa como los "Young Lions". Varios de ellos habían integrado los Jazz Messengers, y lograron a partir de esta posición conseguir contratos con grandes discográficas como Columbia, Warner Bros. y Verve. Entre sus exponentes, sobresalieron los hermanos Wynton y Branford Marsalis, seguidos de Terence Blanchard, Donald Harrison, Kenny Kirkland, Kenny Garrett, Philip Harper, Wallace Roney, Marcus Roberts y Joey Calderazzo. En la década siguiente, también se beneficiaron de este rótulo los músicos Benny Green, Cyrus Chestnut, Roy Hargrove, Joshua Redman, Mark Whitfield, Christian McBride, Brad Mehldau, Mark Turner, Nicholas Payton, Kurt Rosenwinkel, Chris Potter y Eric Alexander. Su éxito inspiró a músicos provenientes del jazz fusión como Michael Brecker, John Scofield y Pat Metheny, que se establecieron destacadamente en la escena del jazz acústico.

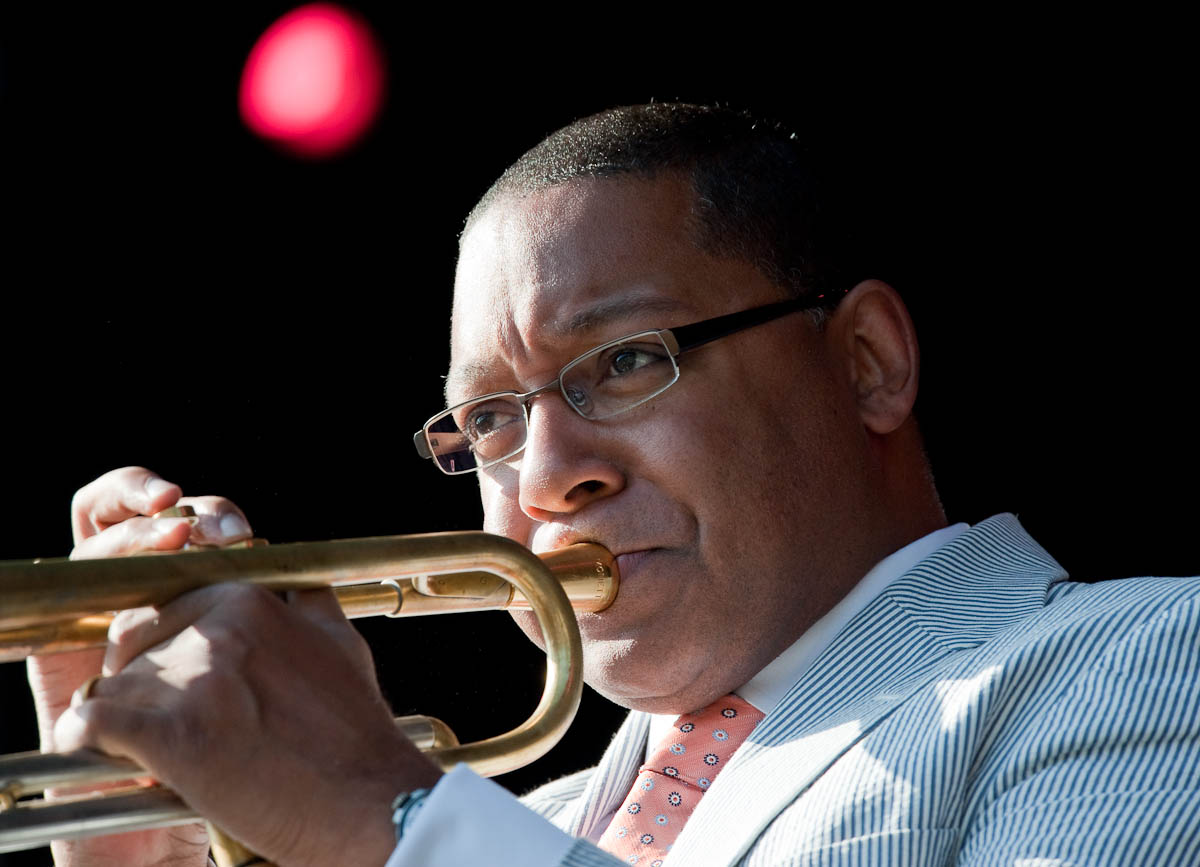
Wynton Marsalis en 2009.

Prontamente, Wynton Marsalis apareció como el principal referente de la corriente neo bop. Desde muy temprano en su carrera adquirió la reputación de excelso trompetista de jazz y música académica clásica (ganando el Grammy en ambas categorías en 1983 y 1984), y logró cosechar un gran éxito comercial con los álbumes Hot House Flowers y Marsalis Standard Time, Vol. 1, que superaron el medio millón de ventas. Además de esto, Marsalis destacó por su alto perfil mediático, que lo llevó a confrontar abiertamente con otros músicos en vistas a definir qué debería y no ser considerado jazz. Junto al crítico Stanley Crouch, Marsalis acusó a Cecil Taylor y Anthony Braxton de no hacer jazz en lo absoluto, al tiempo que criticó a Miles Davis por venderse a la música de grandes masas. La visión neotradicionalista tuvo su correlato histórico en el documental Jazz de Ken Burns, que contó con asesoramiento de Marsalis y Crouch. Allí se establecen a la improvisación, el swing, el blues y la acusticidad como algunos de los elementos irrenunciables del jazz, trazando una línea que deja fuera a gran parte de los desarrollos del third stream, el jazz avant-garde, el jazz fusión y el jazz contemporáneo.
Los abanderados del clasicismo bop defendieron el esencialismo y el conservadurismo musicales antes que la apertura a la innovación y la experimentación que había caracterizado a la generación de Mingus, Coltrane, Evans y Miles Davis. Sin embargo, estas posiciones fueron matizadas en años posteriores, incluso por el propio Marsalis a través de sus trabajos en la Jazz at the Lincoln Center Orchestra. 
De todos modos, el renacimiento del bop excedió al fenómeno de los "Young Lions"  y la mirada conservadora de los tradicionalistas. Es posible enmarcar dentro de la corriente al trabajo de los pianistas Cedar Walton, Hank Jones, Joanne Brackeen, Kenny Barron, Tommy Flanagan, Geri Allen, Fred Hersch, Jessica Williams, Mulgrew Miller, Renee Rosnes, Bill Charlap y Jason Moran; los saxofonistas Dave Liebman, Ernie Krivda, Bobby Watson, Joe Lovano, Courtney Pine, James Carter y Mark Turner; los trompetistas Woody Shaw, Jack Walrath y Tom Harrell; los bajistas Ron Carter y Dave Holland; los bateristas Tony Williams y Terri Lyne Carrington; y el trombonista Steve Turre. También cabe citar a orquestas modernas de reciente formación, como la ya mencionada Jazz at the Lincoln Center y la Mingus Big Band.
En algunos casos, el "neo tradicionalismo" tomó sus raíces más allá del bop, en el mismo swing, como ocurre con músicos como Scott Hamilton, Donald Harrison o Warren Vaché.

## Actualidad

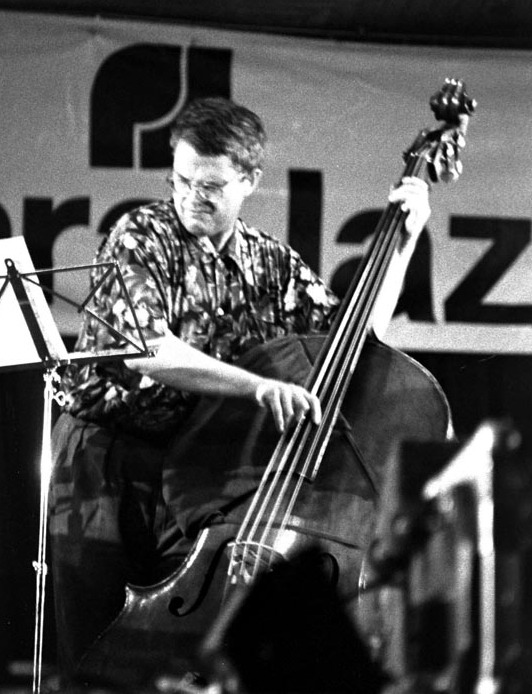
Charlie Haden, durante una presentación con su trío.

El debate abierto por los tradicionalistas reavivó el interés por el jazz acústico y por la tradición bebop, aún cuando sus tesis sobre el alcance de la definición de jazz no hayan sido compartidas por todos los músicos. La fijación en las formas clásicas del bebop tampoco logró mantenerse demasiado tiempo, y pronto los nuevos "Young Lions" se lanzaron a la exploración de otras vías musicales. Figuras como Branford Marsalis, Michael Brecker, Kenny Garrett, John Scofield, Joshua Redman, Brad Mehldau, Chris Potter, Kurt Rosenwinkel, Terri Lyne Carrington, Reid Anderson, Jason Moran, Robert Glasper, Vijay Iyer y Esperanza Spalding se inspiraron más en el modelo de Herbie Hancock que en el de Wynton Marsalis, a la hora de concebir al artista de jazz como un músico contemporáneo en continua búsqueda de horizontes creativos.
El jazz contemporáneo, aún más difuso en su caracterización que el post-bop, trazó puentes con nuevas músicas como el hip hop, la música electrónica y el afrobeat. También con el llamado "sonido ECM" del sello homónimo, que contaba desde hace décadas con artistas de gran renombre en su registro, como Pat Metheny, Charlie Haden, Dave Holland, Keith Jarrett y Charles Lloyd, los cuales, relegados por el movimiento del neo-bop, ascendieron en el nuevo siglo como legítimos herederos de la revolución de Charlie Parker y Dizzy Gillespie.

## Selección discográfica
- Charles Mingus: Mingus Ah Um (Columbia, 1959)
- Ornette Coleman: The Shape of Jazz to Come (Atlantic, 1959)
- John Coltrane: Giant Steps (Atlantic, 1960)
- John Coltrane: My Favorite Things (Atlantic, 1960)
- Bill Evans: Sunday at the Village Vanguard (Riverside, 1961)
- Oliver Nelson: The Blues and the Abstract Truth (Impulse!, 1961)
- Duke Ellington: Money Jungle (United Artists, 1962)
- Grant Green: Iddle Moments (Blue Note, 1963)
- Art Blakey & The Jazz Messengers: Free For All (Blue Note, 1965)
- Herbie Hancock: Maiden Voyage (Blue Note, 1965)
- Lee Morgan: Search For the New Land (Blue Note, 1966)
- Joe Henderson: Inner Urge (Blue Note, 1966)
- Wayne Shorter: Speak No Evil (Blue Note, 1966)
- McCoy Tyner: The Real McCoy (Blue Note, 1967)
- John Coltrane: A Love Supreme (Impulse!, 1965)
- Miles Davis: Miles Smiles (Columbia, 1967)
- Chick Corea: Now He Sings, Now He Sobs (Solid State, 1968)
- McCoy Tyner: Sahara (Milestone, 1972)
- The Eastern Rebellion: The Eastern Rebellion (Timeless, 1976)
- Dexter Gordon: Homecoming: Live at the Village Vanguard (Columbia, 1977)
- V.S.O.P.: The Quintet (Columbia, 1977)
- Woody Shaw: Rosewood (Columbia, 1978)
- Keith Jarrett: Standards, Vol. 1 (ECM, 1983)
- Wynton Marsalis: Black Codes (From the Underground) (Columbia, 1985)
- Wynton Marsalis: Marsalis Standard Time, Vol. 1 (Columbia, 1987)
- Michael Brecker: Michael Brecker (Impulse!, 1987)
- Charlie Haden y Paul Motian, con Geri Allen: Etudes (Soul Note, 1989)
- John Scofield: Time On My Hands (Blue Note, 1990)
- Stan Getz y Kenny Barron: People Time (Verve, 1992)
- Joe Henderson: Lush Life: The Music of Billy Strayhorn (Verve, 1992)
- Joshua Redman: MoodSwing (Warner Bros., 1994)
- Brad Mehldau: Songs. The Art of the Trio Volume Three (Warner Bros., 1998)
- Kurt Rosenwinkel: The Next Step (Blue Note, 2001)
- Jason Moran: Ten (Blue Note, 2010)
- The Bad Plus: These Are the Vistas (Columbia, 2003)
- Hiromi: Another Mind (Telarc, 2003)
- Brad Mehldau: Ode (Nonesuch, 2012)
- Redman-Mehldau-McBride-Blade: RoundAgain (Nonesuch, 2020)